# Bauhinia

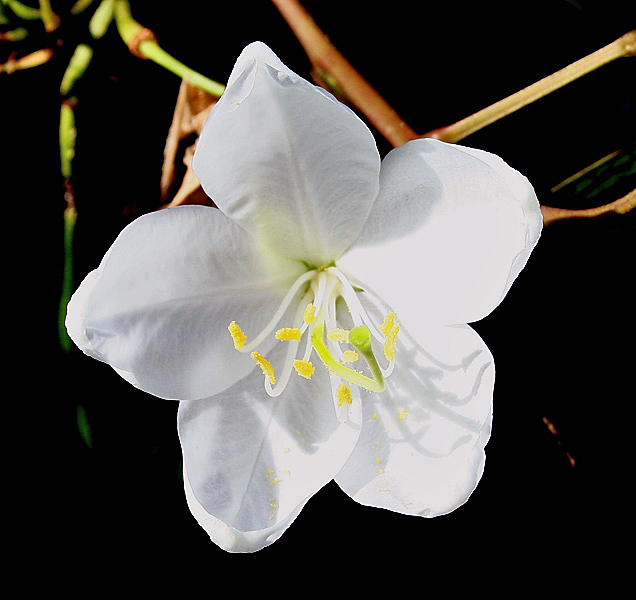
Bauhinia acuminata; flor

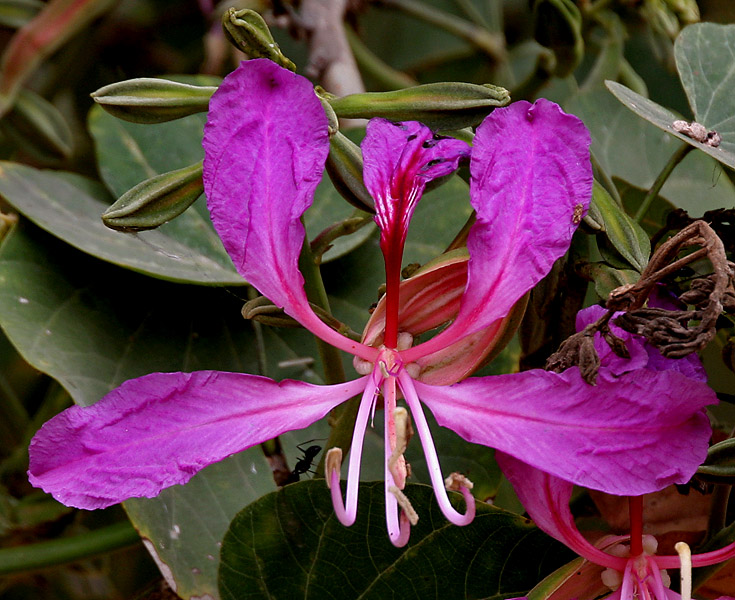
Bauhinia purpurea; flor

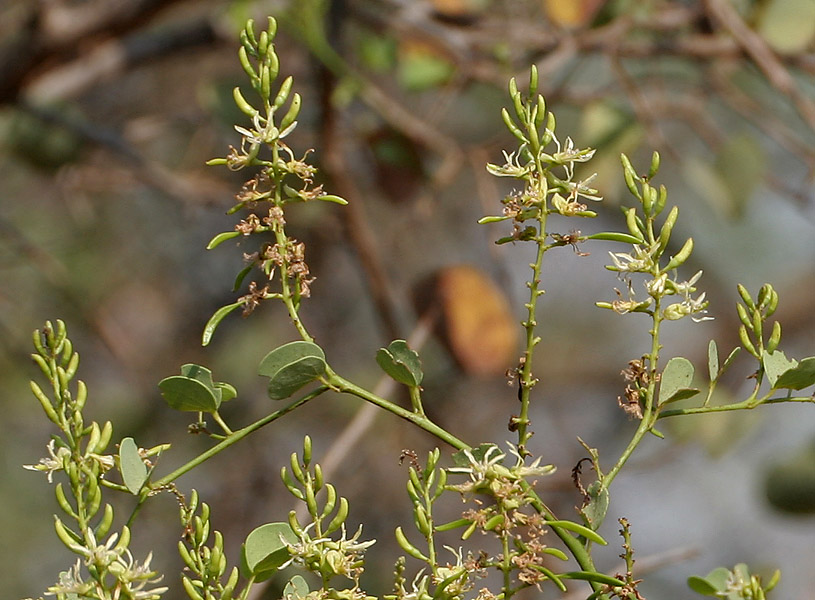
Bauhinia racemosa flors i fruits

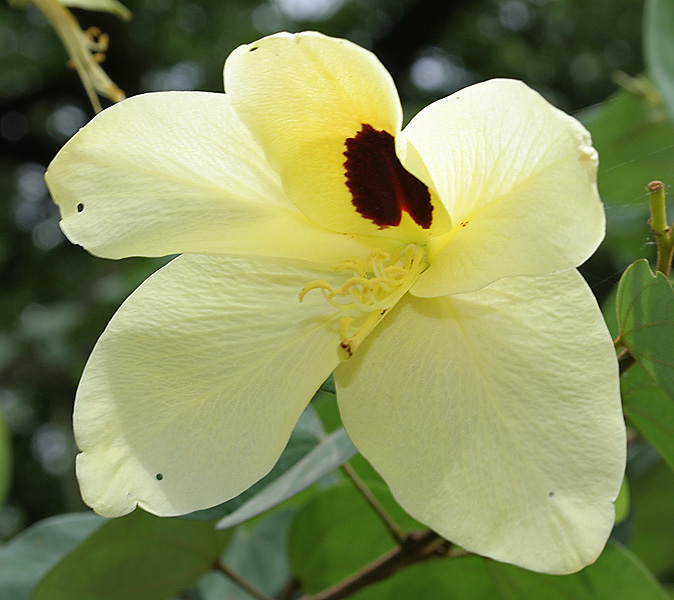
Bauhinia tomentosa; flor

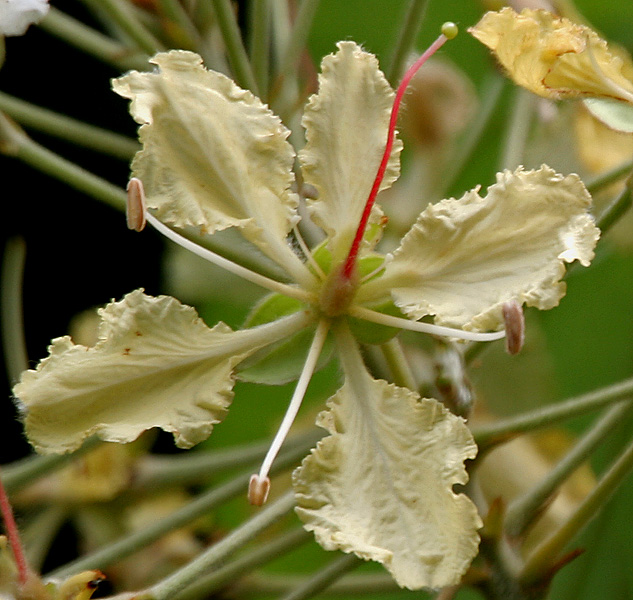
Bauhinia vahlii; flor

Bauhinia és un gènere de plantes amb flor de la subfamília Caesalpinioideae.

## Característiques
Són arbres de les zones tropicals amb flors de cinc pètals i de 7.5 a 12.5 cm de diàmetres força espectaculars. Els fruits són en beina.
El gènere comprèn unes 200 espècies.

## Taxonomia
- Bauhinia acreana Harms
- Bauhinia aculeata L., amb les subespècies aculeata i grandiflora.
- Bauhinia acuminata L.
- Bauhinia acuruana Moric.
- Bauhinia angulicaulis Harms
- Bauhinia angulosa Vogel, amb la varietat densiflora.
- Bauhinia augusti Harms
- Bauhinia bartlettii B. L. Turner
- Bauhinia bauhinioides (Mart.) J. F. Macbr.
- Bauhinia bidentata Jack
- Bauhinia binata Blanco
- Bauhinia × blakeana Dunn
- Bauhinia brachycarpa Wall. ex Benth.
- Bauhinia brevipes Vogel
- Bauhinia carronii F. Muell.
- Bauhinia championii (Benth.) Benth.
- Bauhinia conwayi Rusby
- Bauhinia corymbosa Roxb. ex DC.
- Bauhinia coulteri J. F. Macbr.
- Bauhinia cumingiana (Benth.) Vill.
- Bauhinia cunninghamii (Benth.) Benth.
- Bauhinia diphylla Buch.-Ham.
- Bauhinia divaricata L.
- Bauhinia forficata Link, amb les subespècies forficata i pruinosa.
- Bauhinia galpinii N. E. Br.
- Bauhinia gilva (F. M. Bailey) A. S. George
- Bauhinia glabra Jacq.
- Bauhinia glauca (Benth.) Wall. ex Benth., amb les subespècies glauca, hupehana i tenuiflora.
- Bauhinia godefroyi Gagnep.
- Bauhinia guianensis Aubl.
- Bauhinia hookeri F. Muell.
- Bauhinia integrifolia Roxb.
- Bauhinia japonica Maxim.
- Bauhinia kochiana Korth.
- Bauhinia kunthiana Vogel
- Bauhinia kurzii Prain
- Bauhinia longicuspis Benth.
- Bauhinia longifolia (Bong.) Steud.
- Bauhinia lunarioides A. Gray ex S. Watson
- Bauhinia macranthera Benth. ex Hemsl.
- Bauhinia macrostachya Benth.
- Bauhinia malabarica Roxb.
- Bauhinia microstachya (Raddi) J. F. Macbr.
- Bauhinia monandra Kurz
- Bauhinia multinervia (Kunth) DC.
- Bauhinia natalensis Oliv. ex Hook.
- Bauhinia obtusata Vogel
- Bauhinia ornata Kurz, amb les varietats austrosinensis i kerri.
- Bauhinia pauletia Pers.
- Bauhinia pentandra Vogel ex D. Dietr.
- Bauhinia petersiana Bolle, amb les subespècies macrantha i petersiana.
- Bauhinia picta (Kunth) DC.
- Bauhinia polycarpa Wall. ex Benth. (=Bauhinia viridescens Desv.)
- Bauhinia purpurea L.
- Bauhinia racemosa Lam.
- Bauhinia reticulata DC.
- Bauhinia roxburghiana Voigt
- Bauhinia rufescens Lam.
- Bauhinia saigonensis Pierre ex Gagnep.
- Bauhinia scandens L., amb la varietat anguina.
- Bauhinia syringifolia (F. Muell.) Wunderlin
- Bauhinia taitensis Taub.
- Bauhinia thonningii Schumach. & Thonn.
- Bauhinia tomentosa L.
- Bauhinia ungulata L.
- Bauhinia vahlii Wight & Arn.
- Bauhinia variegata L., amb les varietats candida i variegata.
- Bauhinia viridescens Desv.
- Bauhinia winitii Craib
- Bauhinia yunnanensis Franch.